# ظرافت جوجه‌تیغی
ظرافت جوجه‌تیغی (به فرانسوی: L'Élégance du hérisson) یکی از رمان‌های موریل باربری، نویسنده مراکشی‌الاصل فرانسوی است. این کتاب اولین بار در اوت ۲۰۰۶ منتشر شد و ترجمه انگلیسی آن در سپتامبر ۲۰۰۸ به چاپ رسید. این کتاب را مرتضی کلانتریان به فارسی ترجمه کرده‌است.